# Förnahoppspindel
Förnahoppspindel (Neon reticulatus) är en spindelart som först beskrevs av John Blackwall 1853.  
Förnahoppspindel ingår i släktet Neon och familjen hoppspindlar. Arten är reproducerande i Sverige. Inga underarter finns listade i Catalogue of Life.
Arten blir 2,0 till 3,2 mm lång. Vid framkroppen är regionen kring ögonen ofta mörkast men ibland är hela framkroppen mörk. På bakkroppen förekommer ett mönster av gula och bruna fläckar eller strimmor. De flesta ben har ljusa och mörka avsnitt som bildar ringar. Hos benen längst fram är foten vanligen ljusast. Könsorganens konstruktion är den enda tydliga skillnaden mot andra släktmedlemmar.
Arten kan hittas i nästan alla habitat som förekommer i den tempererade zonen. Den besöker även byggnader. I Europa har arten inte dokumenterats i Grekland, Island och Portugal.